# Newall with Clifton
Newall with Clifton – civil parish w Anglii, w North Yorkshire, w dystrykcie (unitary authority) North Yorkshire. W 2011 ten civil parish liczył 147 mieszkańców.